# Black MIDI
Cet article concerne le genre musical. Pour le groupe de musique, voir Black Midi.
Le black MIDI est un genre musical consistant en des compositions utilisant des fichiers MIDI pour créer une chanson ou un remix contenant un grand nombre de notes. Les créateurs de black MIDI sont connus sous le nom de blackers.

## Histoire
Le black MIDI est utilisé pour la première fois dans l'interprétation de Shirasagi Yukki at Kuro Yuki Gohan de U.N. Owen Was Her ?, un thème de boss supplémentaire du jeu de tir du Touhou Project Embodiment of Scarlet Devil. Elle est téléchargée sur le site web japonais de partage de vidéos Nico Nico Douga en 2009, et la notoriété du black MIDI commence à s'étendre du Japon à la Chine et à la Corée au cours des deux années suivantes. À ses débuts, les compositions de black MIDI sont représentées visuellement par des partitions traditionnelles de piano à deux portées, contenant un nombre de notes de l'ordre de plusieurs milliers seulement. Elles étaient créées à l'aide de séquenceurs MIDI tels que Music Studio Producer et Singer Song Writer, et jouées à l'aide de lecteurs MIDI tels que MAMPlayer et Timidity++. La communauté Black MIDI au Japon disparaît rapidement car, selon Jason Nguyen, le groupe était « analogue à ces émissions télévisées où il y a un mystérieux fondateur d'une civilisation qui n'est pas vraiment connu tout au long de l'émission. »

## Popularité en dehors du Japon
La popularité du black MIDI s'étend à l'Europe et aux États-Unis grâce à une vidéo d'une composition téléchargée sur YouTube par l'utilisateur kakakaito1998 en février 2011 et à l'impulsion majeure de l'utilisateur de YouTube John L. Sinnesloschen qui a versionné les feuilles de kakakaito et élaboré ses propres compositions et feuilles. Peu après, des blackers du monde entier ont commencé à repousser les limites du style en réalisant des compositions dont les notes atteignaient des millions, et en utilisant un nombre énorme de couleurs et de motifs pour s'adapter à la complexité des notes.
Le premier morceau à atteindre le million de notes est Necrofantasia du jeu vidéo Perfect Cherry Blossom du Touhou Project, arrangé par TheTrustedComputer. La fin du titre de nombreuses vidéos black MIDI indique le nombre de notes contenues dans le morceau. Le nombre de notes et la taille des fichiers pouvant être lus ont augmenté avec la puissance de calcul du matériel grand public, et bien que les black MIDI de musique de jeux vidéo japonais et d'anime soient encore courants, le genre s'étend également aux compositions basées sur des chansons pop contemporaines.
Les blackers de langue anglaise forment des groupes de collaboration, tels que la Black MIDI Team, où ils créent ensemble des fichiers MIDI et des visuels afin de pouvoir les mettre en ligne plus rapidement. Les blackers du monde entier ont utilisé des logiciels tels que Synthesia, FL Studio, SynthFont, Virtual MIDI Piano Keyboard, Piano from Above, MIDITrail, vanBasco Karaoke Player, Ultralight MIDI Player (un programme Java), Zenith, MAMPlayer, Music Studio Producer, Singer Song Writer, Tom's MIDI Player, TMIDI, Timidity++, et Kiva, pour créer et jouer des black MIDI,. Certains d'entre eux, comme Jason, enregistrent les fichiers MIDI à un rythme lent et accélèrent ensuite la séquence dans le montage vidéo pour éviter les problèmes de mémoire vive et de traitement
.